# Tomislav Čošković
Tomislav Čošković (Zagabria, 22 aprile 1979) è un pallavolista croato naturalizzato turco.
Gioca nel ruolo di schiacciatore nell'U Mumba.

## Palmarès

### Nazionale (competizioni minori)
- European League 2006